# きょうかのばあば
きょうかのばあばは、日本のシニアインフルエンサー。2022年に活動開始し、テクノロジーやデジタル機器・サービスを使いこなし、シニア向けに最先端のトレンド情報も発信。

## テレビ出演
- カラダ若返りTV（BS朝日、2024年6月17日）[1]
- なないろ日和!（テレ東、2024年9月5日）[2]
- 1億人の大質問!?笑ってコラえて!（日本テレビ、2025年1月29日）[3]
- グッド！モーニング（テレビ朝日、2025年4月15日）

## 取材
- 孫がプロデュースするTikToker シニアインフルエンサー「きょうかのばあば」（シニアライフ総研、2023年6月）[4]
- 【デジタルシニアの代表】テクノロジーを駆使する71歳「きょうかのばあば」をご紹介（おとなの住む旅、2023年7月19日）[5]
- シニアインフルエンサーに聞く!楽しいデジタル生活のススメ|解決!60代からのお悩みごと（トレたび、2024年2月15日）[6]
- 72歳のシニアインフルエンサー“きょうかのばあば”の活動の真髄に迫る（デジタルわかる化研究所、2024年4月8日）[7]
- 73才インフルエンサーきょうかのばあばさん、孫のプロデュースで高齢者のデジタルライフの楽しさを発信（介護ポストセブン、2025年8月3日）[8]
- インフルエンサー・きょうかのばあばさん（73才）「オンライン時代でも直接人と会うことは大切ですね」（介護ポストセブン、2025年8月4日）[9]
- 73歳シニアインフルエンサー「きょうかのばあば」の挑戦とASAKOシニアクラスタ調査で知る現代高齢者の実態（朝日広告社、2025年8月18日）

## 活動
- お茶会・お話会（東京かあさん、2024年9月5日）[10]
- 公式アンバサダー（XREAL（旧：Nreal）、2023年3月8日〜）[11]

## 受賞
- 第11回2025年度プラチナエイジスト（一般部門） - （プラチナエイジ振興協会、2025年7月）[12]